# 1 500 mètres masculin aux championnats du monde d'athlétisme 2009
Navigation
Osaka 2007 Daegu 2011
L'épreuve du 1 500 mètres masculin des championnats du monde de 2009 a eu lieu les 15, 17 et 19 août 2009 dans le Stade olympique de Berlin. elle est remportée par le Bahreïnien Yusuf Saad Kamel.

## Critères de qualification
Pour se qualifier (minima A), il faut avoir réalisé moins de 3 min 36 s 20 du 1er janvier 2008 au 3 août 2009. Le minima B est de 3 min 39 s 20.

## Résultats

### Finalistes
1. Bernard Lagat  	USA  	3 min 32 s 56  	3 min 26 s 34
2. Belal Mansoor Ali 	BRN 	3 min 32 s 10 	3 min 31 s 49
3. Leonel Manzano 	USA 	3 min 34 s 14 	3 min 34 s 14
4. Amine Laalou 	MAR 	3 min 31 s 56 	3 min 31 s 56
5. Lopez Lomong 	USA 	3 min 32 s 94 	3 min 32 s 94
6. Yusuf Saad Kamel 	BRN 	3 min 31 s 56 	3 min 31 s 56
7. Mohamed Moustaoui 	MAR 	3 min 32 s 60 	3 min 32 s 06
8. Asbel Kiprop 	KEN 	3 min 31 s 20 	3 min 31 s 20
9. Deresse Mekonnen 	ETH 	3 min 32 s 18 	3 min 32 s 18
10. Abdalaati Iguider  MAR 	3 min 31 s 47 	3 min 31 s 47
11. Mehdi Baala 	FRA 	3 min 30 s 96 	3 min 28 s 98
12. Augustine Kiprono Choge KEN 3 min 29 s 47 	3 min 29 s 47

Mehdi Baala est le seul Européen de la finale, dominée par des (ex-)représentants de la Corne de l'Afrique (Lagat était Kényan, Lomong, Soudanais - le 3e Américain est né au Mexique — les deux « Bahreïnis » sont naturalisés), trois Marocains.

### Finale
| Rang               | Athlète           | Temps         |
| ------------------ | ----------------- | ------------- |
| Médaille d'or      | Yusuf Saad Kamel  | 3 min 35 s 93 |
| Médaille d'argent  | Deresse Mekonnen  | 3 min 36 s 01 |
| Médaille de bronze | Bernard Lagat     | 3 min 36 s 20 |
| 4                  | Asbel Kiprop      | 3 min 36 s 47 |
| 5                  | Augustine Choge   | 3 min 36 s 53 |
| 6                  | Mohamed Moustaoui | 3 min 36 s 57 |
| 7                  | Mehdi Baala       | 3 min 36 s 99 |
| 8                  | Lopez Lomong      | 3 min 37 s 62 |
| 9                  | Belal Mansoor Ali | 3 min 37 s 72 |
| 10                 | Amine Laalou      | 3 min 37 s 83 |
| 11                 | Abdalaati Iguider | 3 min 38 s 35 |
| 12                 | Leonel Manzano    | 3 min 40 s 05 |

### Demi-finales
| Rang | Athlète                  | Temps           |
| ---- | ------------------------ | --------------- |
| 1    | Amine Laalou             | 3 min 36 s 68 Q |
| 2    | Lopez Lomong             | 3 min 36 s 75 Q |
| 3    | Bernard Lagat            | 3 min 36 s 86 Q |
| 4    | Yusuf Saad Kamel         | 3 min 36 s 87 Q |
| 5    | Mehdi Baala              | 3 min 37 s 07 Q |
| 6    | James Brewer             | 3 min 37 s 27   |
| 7    | Juan Carlos Higuero      | 3 min 37 s 33   |
| 8    | Henok Legesse            | 3 min 37 s 79   |
| 9    | Nathan Brannen           | 3 min 38 s 97   |
| 10   | Peter van der Westhuizen | 3 min 40 s 00   |
| 11   | Rui Silva                | 3 min 41 s 30   |
| 12   | Haron Keitany            | DNS             |

| Rang | Athlète           | Temps              |
| ---- | ----------------- | ------------------ |
| 1    | Asbel Kiprop      | 3 min 36 s 24 Q    |
| 2    | Leonel Manzano    | 3 min 36 s 29 Q    |
| 3    | Augustine Choge   | 3 min 36 s 43 Q    |
| 4    | Deresse Mekonnen  | 3 min 36 s 86 Q    |
| 5    | Belal Mansoor Ali | 3 min 36 s 87 Q    |
| 6    | Mohamed Moustaoui | 3 min 36 s 94 q    |
| 7    | Abdalaati Iguider | 3 min 37 s 19 q    |
| 8    | Reyes Estévez     | 3 min 37 s 55 (SB) |
| 9    | Taoufik Makhloufi | 3 min 37 s 87      |
| 10   | Jeff Riseley (en) | 3 min 38 s 00      |
| 11   | Andrew Baddeley   | 3 min 38 s 23      |
| 12   | Dorian Ulrey (en) | 3 min 39 s 33      |

### Séries
| Rang | Athlète              | Temps              |
| ---- | -------------------- | ------------------ |
| 1    | Mehdi Baala          | 3 min 42 s 77 Q    |
| 2    | Leonel Manzano       | 3 min 42 s 87 Q    |
| 3    | Abdalaati Iguider    | 3 min 42 s 88 Q    |
| 4    | Belal Mansoor Ali    | 3 min 43 s 06 Q    |
| 5    | Arturo Casado        | 3 min 43 s 21 Q    |
| 6    | Mekonnen Gebremedhin | 3 min 43 s 22      |
| 7    | Christian Obrist     | 3 min 43 s 41      |
| 8    | Hais Welday          | 3 min 43 s 84      |
| 9    | Goran Nava           | 3 min 44 s 13      |
| 10   | Mohammed Shaween     | 3 min 49 s 03      |
| 11   | Chauncy Master       | 3 min 50 s 73      |
| 12   | Abdallahi Nanou      | 4 min 09 s 77 (PB) |
|      | Jeffrey Riseley      | DQ                 |
|      | Boampouguini Djigban | DNF                |

| Rang | Athlète                  | Temps              |
| ---- | ------------------------ | ------------------ |
| 1    | Asbel Kipruto Kiprop     | 3 min 41 s 42 Q    |
| 2    | Bernard Lagat            | 3 min 41 s 60 Q    |
| 3    | Juan Carlos Higuero      | 3 min 41 s 77 Q    |
| 4    | Rui Silva                | 3 min 41 s 98 Q    |
| 5    | Peter van der Westhuizen | 3 min 42 s 33 Q    |
| 6    | Antar Zerguelaïne        | 3 min 42 s 37      |
| 7    | Thomas Chamney           | 3 min 42 s 54      |
| 8    | Thomas Lancashire        | 3 min 42 s 68      |
| 9    | Carsten Schlangen        | 3 min 44 s 00      |
| 10   | Ryan Gregson             | 3 min 44 s 79      |
| 11   | Abdalla Abdelgadir       | 3 min 47 s 78      |
| 12   | Bayron Piedra            | 3 min 49 s 60      |
| 13   | Bunting Hem              | 4 min 08 s 64 (SB) |
| 14   | Benjamín Enzema          | 4 min 13 s 17 (PB) |

| Rang | Athlète                 | Temps              |
| ---- | ----------------------- | ------------------ |
| 1    | Augustine Kiprono Choge | 3 min 44 s 73 Q    |
| 2    | Amine Laalou            | 3 min 44 s 75 Q    |
| 3    | Lopez Lomong            | 3 min 44 s 89 Q    |
| 4    | Andrew Baddeley         | 3 min 45 s 23 Q    |
| 5    | Henok Legesse           | 3 min 45 s 63 Q    |
| 6    | Tarek Boukensa          | 3 min 45 s 65      |
| 7    | Kristof van Malderen    | 3 min 46 s 03      |
| 8    | Yoann Kowal             | 3 min 46 s 42      |
| 9    | Johan Cronje            | 3 min 46 s 45      |
| 10   | Jeremy Roff             | 3 min 47 s 08      |
| 11   | Mohamad Al-Garni        | 3 min 50 s 55      |
| 12   | Álvaro Vásquez          | 3 min 55 s 06 (PB) |
| 13   | Antoine Berlin          | 4 min 27 s 52      |

| Rang | Athlète           | Temps                |
| ---- | ----------------- | -------------------- |
| 1    | Deresse Mekonnen  | 3 min 37 s 04 Q      |
| 2    | Haron Keitany     | 3 min 37 s 13 Q      |
| 3    | James Brewer      | 3 min 37 s 17 Q (PB) |
| 4    | Mohamed Moustaoui | 3 min 37 s 34 Q      |
| 5    | Yusuf Saad Kamel  | 3 min 37 s 59 Q      |
| 6    | Reyes Estévez     | 3 min 38 s 23 q (SB) |
| 7    | Nathan Brannen    | 3 min 38 s 35 q      |
| 8    | Dorian Ulrey      | 3 min 38 s 86 q      |
| 9    | Taoufik Makhloufi | 3 min 40 s 04 q      |
| 10   | Stefan Eberhardt  | 3 min 40 s 05        |
| 11   | Mounir Yemmouni   | 3 min 42 s 06        |
| 12   | Tiidrek Nurme     | 3 min 43 s 73 (SB)   |
| 13   | Víctor Martínez   | 4 min 02 s 10 (SB)   |

## Légende
Records et Performances
- AR : Record continental (area record)
- CR : Record des championnats (championship record)
- MR : Record du meeting (meet record)
- NR : Record national (national record)
- OR : Record olympique (olympic record)
- PR : Record paralympique (paralympic record)
- PB : Record personnel (personal best)
- SB : Meilleure performance personnelle de la saison (season's best)
- WL : Meilleure performance mondiale de l'année (world leader)
- WJR : Record du monde junior (world junior record)
- WR : Record du monde (world record)

Circonstances et Conditions
- DNF : N'a pas terminé (did not finish)
- DNS : N'a pas pris le départ (did not start)
- DQ : Disqualification (disqualification)
- NM : Aucun essai valable enregistré (No Mark)
- Q : Qualifié « directement » au prochain tour (ou à la prochaine compétition), lors d'une compétition majeure, grâce au classement ou à la réalisation des minima (automatic qualifier)
- q : Qualifié au prochain tour (ou à la prochaine compétition), lors d'une compétition majeure, grâce au repêchage ou à la réalisation de l'une des meilleures performances parmi celles des « non qualifiés directement » (grâce au meilleur temps ou à la meilleure distance par exemple) (secondary qualifier)